# Bruixa de la catedral de Girona

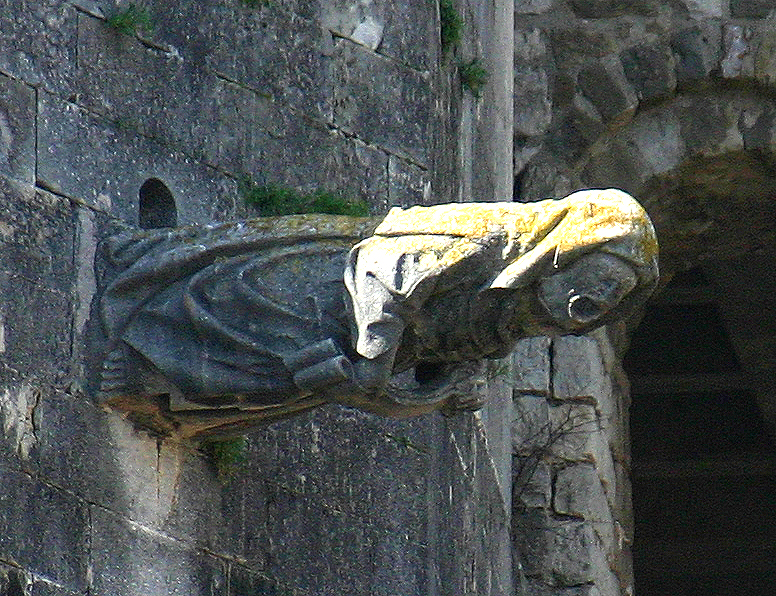
La bruixa de la catedral

La bruixa de la Catedral de Girona és una gàrgola gòtica de la primera meitat del segle xiv que representa una dona amb la boca ben oberta, vestida amb un llarg vestit i tocat, que sosté un rotlle de pergamí a les mans amb una inscripció. Els dies de pluja serveix com a canonada de desguàs de l'aigua. La bruixa de la catedral es pot veure des del passeig Arqueològic a l'exterior de l'absis de la catedral, i just a l'angle de la torre de Carlemany.
En el 2012, el XVI Premi Nèstor Luján de novel·la històrica va ser concedit a l'obra 'La bruixa de pedra' de l'escriptor Miquel Fañanàs, basada en la llegenda d'aquesta gàrgola.

## Llegenda
A Girona, temps era temps, una dona dedicada a les arts de la bruixeria que, per tal de mostrar el seu odi a la religió, tenia el mal costum de llançar pedres contra el temple catedralici. Segons altres versions, les pedres les llançava al pas de la processó de Corpus. En tot cas, és clar que la seva dèria era apedregar els símbols religiosos. I un bon dia, o un mal dia per a ella, i per obra divina, la bruixa es va convertir en pedra i la van posar a la part més alta de la paret del temple perquè de la seva boca no en sortissin renecs o malediccions, sinó únicament neta aigua caiguda dels núvols. I la van posar mirant perpètuament cap a terra, sense poder girar la vista cap al cel.
Una cançoneta popular explica ingènuament la maledicció divina: "Pedres tires, pedres tiraràs, de pedra quedaràs..."
La llegenda ens explica que es tractava d'una bruixa que tirava pedres a la catedral i que sempre renegava, i que per un càstig diví es va veure convertida en pedra i condemnada a passar la resta dels seus dies col·locada a la part més alta de la paret de la catedral.